# Füzesséry Zoltán
Tövisi és füzeséri Füzesséry Zoltán (Budapest, 1862. május 31. – Budapest, 1933. november 4.) magyar ügyvéd, sportvezető, főispán, kormánybiztos, illetve ítélőtáblai bíró. Fivére tövisi és füzeséri Füzeséry Árpád, ügyvéd, sportvezető.

## Életpályája
A római katolikus nemesi származású tövisi és füzeséri Füzesséry család sarja. Édesapja tövisi és füzeséri Füzesséry Géza (1830-1909), jogtudor, köz- és váltó ügyvéd, váltó jegyző, 1848-as honvédfőhadnagy, országgyűlési képviselő, édesanyja Kún Mária (†1917). Felesége Kulin Eta.
A kor szellemének (hazafiság) megfelelően sportágai a vívás és a lovaglás. A sportolást kiegészítő mozgásnak, a szellem erősítőjének tekintette, maga sohasem versenyzett. Az egyetemes magyar sportélet egyik kiemelkedő szereplője.
A Magyar Úszó Egyesület (MUE) elnöke, fivére Füzeséry Árpád dr. a MUE főtitkára. A MUE, MASZ, MUSZ, MLSZ a MOVE és katonai sportegyletek, a katonai lovas sportszövetség egyik alapítója és hosszú időn át vezetője.
A Magyar Labdarúgó-szövetség alakuló közgyűlésén Füzesséry Zoltán dr., és Füzeséry Árpád dr. képviselte a MUE-t. A Magyar Labdarúgó-szövetségben több vezető pozíció betöltött 1918-1919 között elnök, 1907-1908 alelnök, 1909-1910 és 1917-ben társelnök. 1901. február 4-én az első tanácsülés meghívott résztvevője.
1933. november 4-én hunyt el, sírja a Budafoki temetőben van.